# 貝德薩
貝德薩（Bedessa）是埃塞俄比亞東部奧羅米亞州西哈勒爾蓋地區的小鎮，位於首都亞的斯亞貝巴以南，座標8°54′N 40°47′E / 8.900°N 40.783°E，海拔1,761米。2009年5月起，鎮內有流動電話服務。根據埃塞俄比亞中央統計局2005年人口普查的資料，貝德薩人口約19,360，其中男性10,066人，女性9,295人。